# Volga Group
Die Volga Group ist eine Beteiligungsgesellschaft mit Sitz in Luxemburg, hinter der der russische Oligarch Gennadi Timtschenko steht.

## Unternehmen

### Finanzdienstleistungen
- Sogas (russisch Согаз; 12,5 % der Anteile)
- Schwarzmeer und Ostsee Versicherungs-Aktiengesellschaft (SOVAG; 49,1 % d.A.)
- Bank Rossija (9 % der Anteile)

### Industrie und Bau
- STG (63 % d.A.)
- Sibur Holding (15,3 % d.A.)
- SK Most (СК Мост;  25 % d.A.)
- ARKS (АРКС; 25 % d.A.)

(Quelle:)

### Handel und Logistik
- Gunvor (44 % d.A.)
- Transoil (80 % d.A.)
- Sachatrans (89 % d.A.)

### Energie
- Novatek (23 % d.A.)
- Kolmar (russisch Колмар); 30 % d.A.)
- Petromir (russisch Петромир; 50 % d.A.)

(Quelle:)